# Doris R. Thomas
Doris R. Thomas (* 1972 in Mühldorf am Inn) ist eine deutsche Autorin.

## Leben
Thomas lebt laut eigenen Angaben in Oberbayern und hat zwei erwachsene Söhne. Hauptberuflich ist sie im Controlling und Human Resources tätig. Am 1. September 2023 erschien ihr Roman Verliebt in Greenkenny außerdem als Hörbuch, gesprochen von Tanja Lipinski auf Spotify.

## Bibliografie
- Verliebt in Greenkenny, dp Verlag, 2023, ISBN 9783987785498
- Eine Karamellmanufaktur zum Verlieben, dp Verlag, 2024, ISBN 9783989980464
- Die kleine Boutique am Meer, dp Verlag, 2024, ISBN 9783989989252
- Das Traumhotel am Meer, dp Verlage, 2025, ISBN 9783989989252